# Necydalis sericella
Necydalis sericella är en skalbaggsart som beskrevs av Ludwig Ganglbauer 1890. Necydalis sericella ingår i släktet stekelbockar, och familjen långhorningar. Inga underarter finns listade i Catalogue of Life.